# Schizm: Mysterious Journey
Schizm: Mysterious Journey è un videogioco per PC, di tipo avventura grafica in prima persona, pubblicato nel 2001 dalla casa editrice Avalon. Due anni dopo l'uscita è stato pubblicato anche un seguito intitolato Schizm II: Chameleon che però possiede una trama propria e completamente autonoma rispetto al primo episodio.

## Trama
La storia del gioco è tratta da un racconto dello scrittore australiano Terry Dowling, i protagonisti del gioco sono i cosmonauti-scienziati Sam e Hannah, che comandano una spedizione di supporto ad una squadra in missione, infatti nell'anno 2083 una squadra spaziale di esplorazione approda sul pianeta Argilus, e sorprendentemente vi trova innumerevoli costruzioni e apparecchiature, indice non solo che il pianeta è abitato, ma anche che i suoi abitanti possiedono un livello di conoscenze tecnologiche paragonabile se non addirittura superiore a quello dei terrestri, ma stranamente il pianeta è completamente disabitato e ancor più stranamente le costruzioni e i macchinari sono in perfetto stato e non sono caduti in disuso, come se gli abitanti avessero messo "in pausa" il tempo sul loro pianeta.
Sam e Hannah arrivano su Argilus alcuni mesi dopo l'astronave che ha scoperto il pianeta, e giunti sul posto non riescono a comunicare con la base orbitante e per un guasto meccanico sono costretti ad atterrare proprio sul pianeta sconosciuto, usciti dalla navicella decidono di indagare sul mistero.

## Modalità di gioco
Il gioco è un punta e clicca tipico con schermate che si susseguono, muovendo il mouse il giocatore ha la possibilità di guardarsi intorno a 360°. Si differenzia da molti altri giochi perché qui i personaggi sono due e soprattutto cominciano l'avventura da due punti diversi del pianeta, il giocatore inoltre può controllare separatamente sia Sam che Hannah, e passare da uno all'altro a sua discrezione e in qualsiasi momento del gioco, infatti alcune azioni necessitano di una collaborazione tra i movimenti di Sam e quelli di Hannah, ognuno nel proprio luogo; una curiosa particolarità del gioco è che i due personaggi (che come detto cominciano il gioco da due punti diversi del pianeta) si parlano via radio, ma anche se vengono portati nello stesso punto non riescono a vedersi, in pratica se si lascia Sam in una location e poi si raggiunge la stessa location con Hannah, quest'ultima vedrà tutto il paesaggio normalmente ma non vedrà Sam, se poi si riprende Sam sarà lui a vedere tutto normalmente tranne Hannah.